# تایشی برندون نوزاوا
تایشی برندون نوزاوا (ژاپنی: 野澤 大志ブランドン؛ زادهٔ ۲۵ دسامبر ۲۰۰۲) یک بازیکن فوتبال اهل ژاپن است.که در باشگاه فوتبال توکیو در پست دروازه‌بان بازی می‌کند.